# Willem Gustaaf Frederik Bentinck

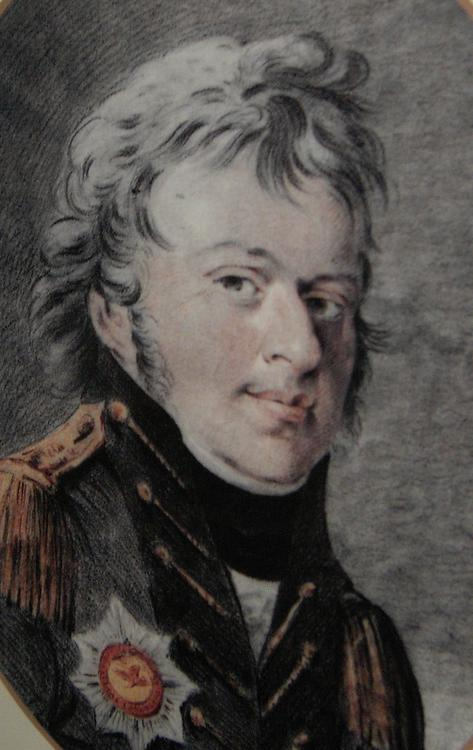
Willem Gustaaf Frederik Bentinck

Willem Gustaaf Frederik des H.R.Rijksgraaf Bentinck (Den Haag, 21 juli 1762 - Varel, 22 oktober 1835) was heer van Kniphausen en Varel (1768), heer van Rhoon en Pendrecht (1774), in de ridderschap van Holland, gecommitteerde ter Admiraliteit van Amsterdam, baljuw en hoofdschout van 's-Gravenhage, hoogheemraad van Rijnland, ruwaard van Putten, kolonel in Engelse dienst (vanaf 1799), generaal-majoor, lid Staten van Holland. Hij was de zoon van Christiaan Frederik Anton Willem Karel Bentinck en Maria Catharine van Tuyll van Serooskerken. Hij was de kleinzoon van Charlotte Sophie van Aldenburg en erfde haar rechten in Oost-Friesland. De bezittingen van de Rijksgraven van Aldenburg in Kniphausen en Varel waren Fidéicommis- of majoraatsgoederen, wat betekende dat zij niet konden worden verkocht of opgedeeld en alleen door een edelman, meer precies door een lid van de hoge adel, konden worden geërfd.
In 1795 vluchtte Bentinck naar Londen, omdat hij zich als aanhanger van stadhouder Willem V niet veilig voelt onder de Franse bezetting. In 1799 kwam hij vanwege eigenzinnig optreden in conflict met andere Oranjegezinden.
Op het Congres van Wenen (1814-1815) en het Congres van Aken (1818) trachtte hij vergeefs zijn heerschappij over de in 1806 de facto gemediatiseerde heerlijkheden Varel en Kniphausen erkend te zien. In 1825 ontving hij wel aanzienlijke rechten en privileges in deze gebieden.
In de jaren 1830 werd Bentinck wegens schulden gegijzeld in de Gevangenpoort in 's-Gravenhage. Hij kocht zijn gevangenbewaarder, Jacobus Harthoorn, om met de belofte deze 30.000 gulden en een zak Zeeuwse rijksdaalders te betalen en ontkwam naar zijn burcht in Oost-Friesland. Bij de rechtszaak werd de niet-aanwezige Bentinck vrijgesproken van het omkopen van de cipier Harthoorn, maar de cipier werd wel veroordeeld wegens het aannemen van steekpenningen van de graaf.
Bentinck was weduwnaar van de in 1799 overleden Otteline Frederique Louise barones van Reede. Uit hun huwelijk waren een zoon (Willem Anton, die al in 1813 stierf) en twee dochters geboren, van wie Antoinette Maria Charlotte (1792-1832), vrouwe van Voorst. Na het overlijden van zijn vrouw had hij troost gezocht bij Sara Margaretha Gerdes, dochter van zijn voormalige lijfeigene Johann Friedrich Gerdes. Uit hun verhouding zijn drie zoons geboren, welke hij overigens pas in 1816 door middel van een huwelijk heeft geëcht.
1. Willem Gustaaf Frederik (1801-1867), hij zag in 1833 af van al zijn rechten op het bezit van zijn vader en emigreerde naar Amerika. Hij vestigde zich in Missouri.
2. Gustaaf Adolf (geboren 1809), hij werd in 1833 door zijn vader in een akte tot medebezitter van het Fidéicommis gemaakt. De rechtsgeldigheid van deze akte werd later door zijn oom John Charles betwist. Gustaaf Adolf diende als ritmeester in de Hannoveraanse cavalerie.
3. Frederik Anton (geboren 1812), werd eerste luitenant in het Oostenrijkse leger.

Er waren meer dochters.
Na het overlijden van Bentinck ontstond strijd over wie recht had op het erven van de landgoederen, een strijd waarbij zelfs nog een burcht met geweld werd ingenomen.
Het Duitse recht erkende geen aanspraken van de kinderen uit een niet-ebenbürtig huwelijk op de Fidéicommis- of majoraatsgoederen van de hoge adel. Dit was de reden dat zijn broer John Charles hun opvolgingsrecht in 1835 betwistte. Aan deze berucht geworden affaire, de Bentinckse successie, kwam pas in 1854, na zeer langdurige processen en arbitragepogingen, een einde toen Oldenburg de heerlijkheden kocht en de aankoopprijs van 2 miljoen taler in termijnen aan de rivaliserende partijen uitbetaalde.
- Biografisch Portaal: 05409156
- Gemeinsame Normdatei: 119155974
- International Standard Name Identifier: 0000 0000 1364 5343
- Nederlandse Thesaurus van Auteursnamen: 074214853
- Virtual International Authority File: 27875100
- WorldCat: E39PBJwd8R6DpvjgKPY8jpvfv3